# La Bataille de la Baltique
Pour plus de détails, voir Fiche technique et Distribution.
La Bataille de la Baltique  (en letton : Rīgas sargi, en anglais : Defenders of Riga) est un film de guerre letton réalisé par Aigars Grauba, sorti en 2007. 

## Synopsis
L'histoire fait l'éloge de l'héroïsme des lettons repoussant les troupes allemandes parties à l'assaut de Riga à l'aube de la guerre d'indépendance de la Lettonie.

## Fiche technique
- Titre français : La Bataille de la Baltique
- Titre original : letton : Rīgas sargi
- Réalisation : Aigars Grauba
- Scénario : Andris Kolbergs, Aigars Grauba, Valentins Jemeļjanovs, Lisa Eichhorn, Andrejs Ekis
- Directeur de la photographie : Gvido Skulte, Vladimir Bachta
- Directeur artistique : Agne Skane
- Assistant réalisateur : Aija Berzina, Gabriela Cerniak
- Cadreur : Viktors Besaraba
- Musique : Aigars Grauba
- Son : Martin Jílek, Juraj Mravec, Marika Novotná, Pavel Rejholec, Aleksandrs Vaicahovskis
- Montage : Liga Pipare
- Directeur de casting : Brigita Libiete
- Chef décorateur : Neils Matiss,  Martins Milbrets
- Maquillage : Emilija Eglite
- Costumier : Sandra Sila
- Société de production : Platforma Filma, Ruut Pictures, Valsts Kulturkapitala Fonds (VKF)
- Son : Dolby Digital
- Pays d'origine : Lettonie
- Budget : 2 197 496 Ls
- Recette : 328 592,63 Ls
- Genre : Drame de guerre
- Durée : 119 minutes
- Dates de sortie : 2007

## Distribution
- Jānis Reinis : Mārtiņš
- Elita Kļaviņa : Elza
- Ģirts Krūmiņš : Pavel Bermondt-Avalov
- Romualds Ancāns : Rüdiger von der Goltz
- Indra Briķe : comtesse
- Vilis Daudziņš : Paulis
- Uldis Dumpis : prêtre
- Kestutis Jakstas : Kārlis Ulmanis
- Andris Keišs : Ernests Savickis
- Ģirts Ķesteris : Arnolds
- Artūrs Skrastiņš : Jēkabs
- Ināra Slucka : Justīne
- Agris Māsēns : Augusts Savickis
- Pēteris Gaudiņš : major Bišofs
- Pēteris Krilovs : Niedre
- Ainars Ancevskis :
- Uldis Anze :
- Enriko Avots : facteur
- Juris Bartkevics :
- Pauls Butkevics :
- Gatis Cirulis : soldat allemand
- Matiss Daudzins : Karlis
- Sigita Jevglevska : Mara
- Aivars Kalnarajs :
- Juris Kalnins :
- Elita Klavina-Jacob
- Leonarda Klavina-Kestere
- Normunds Laizans : soldant allemand borgne
- Talivaldis Lasmanis
- Ziedonis Locmelis : soldat allemand
- Uldis Norenbergs
- Guntis Pilsums
- Ivars Puga
- Ilze Pukinska
- Juris Rijnieks
- Imants Strads
- Dainis Sumiskis
- Imants Vekmanis
- Martins Vilsons

## Réception
En cinq semaines après sa sortie, le film arrive à la première place par le nombre de spectateurs (123 000) parmi tous les films réalisés depuis la restauration d'indépendance de la République de Lettonie.
Pour les besoins de tournage est créé le complexe de tournage Cinevilla, situé près de Tukums.